# Wapen van Guinee

Wapen van Guinee

Het wapen van Guinee is in de huidige vorm sinds 1993 in gebruik.
Het toont een duif boven een schild waarin een zwaard, een geweer en een olijftak staan afgebeeld. Onder in het schild staat het Guinese rood-geel-groen afgebeeld.
Het nationale motto TRAVAIL, JUSTICE, SOLIDARITÉ ("Arbeid, Gerechtigheid, Solidariteit") staat onder het schild op een wit lint.
Algerije · Angola · Benin · Botswana · Burkina Faso · Burundi · Centraal-Afrikaanse Republiek · Comoren · Congo-Brazzaville · Congo-Kinshasa · Djibouti · Egypte · Equatoriaal-Guinea · Eritrea · Ethiopië · Gabon · Gambia · Ghana · Guinee · Guinee-Bissau · Ivoorkust · Kaapverdië · Kameroen · Kenia · Lesotho · Liberia · Libië · Madagaskar · Malawi · Mali · Marokko · Mauritanië · Mauritius · Mozambique · Namibië · Niger · Nigeria · Oeganda · Rwanda · Sao Tomé en Principe · Senegal · Seychellen · Sierra Leone · Soedan · Somalië · Swaziland · Tanzania · Togo · Tsjaad · Tunesië · Westelijke Sahara · Zambia · Zimbabwe · Zuid-Afrika · Zuid-Soedan
Afhankelijke gebieden:
Brits Territorium in de Indische Oceaan · Canarische Eilanden · Ceuta · Melilla · Madeira · Mayotte · Réunion · Sint-Helena · Tristan da Cunha